# Batophila costata
Batophila costata es un coleóptero de la familia Chrysomelidae. Fue descrita en 1989 por Scherer.